# Fredrik Midtsjø
Fredrik Midtsjø, né le 11 août 1993 à Stjørdal en Norvège, est un footballeur international norvégien. Il évolue au poste de milieu central à Eyüpspor.

## Carrière

### En club
Le 24 mars 2014 il est prêté pour une saison au Sandnes Ulf.
Le 23 juillet 2015, il inscrit avec le club de Rosenborg un but en Ligue Europa, contre l'équipe islandaise du KR Reykjavik.
Le 26 août 2017, Fredrik Midtsjø s'engage avec l'AZ Alkmaar pour un contrat de cinq ans,. Il joue son premier match pour l'AZ le 10 septembre 2017, lors d'une rencontre de championnat face au NAC Breda. Il entre en jeu à la place de Mats Seuntjens et son équipe l'emporte par deux buts à un.
Le 2 août 2022, après cinq saisons passées à l'AZ Alkmaar, Fredrik Midtsjø s'engage en faveur du Galatasaray SK. Le milieu de terrain norvégien signe un contrat de trois ans.
Midtsjø est sacré champion de Turquie dès sa première saison, le club s'assurant un nouveau titre de champion contre Ankaragücü lors de la 36ème journée de championnat, le club remportant le 23e titre de son histoire,.

### En équipe nationale
Fredrik Midtsjø est sélectionné dans toutes les catégories de jeunes, des moins de 16 ans jusqu'au moins de 23 ans.
Il honore sa première sélection avec la Norvège le 24 mars 2016, lors d'un match amical contre l'Estonie. Cette rencontre jouée à Tallinn se solde par un match nul et vierge. Fredrik Midtsjø entre sur le terrain à la 86e minute de jeu, en remplacement du capitaine Per Ciljan Skjelbred.

## Statistiques
| Saison                | Club                   | Championnat           | Championnat | Championnat | Coupe(s) nationale(s) | Coupe(s) nationale(s) | Compétition(s) continentale(s) | Compétition(s) continentale(s) | Compétition(s) continentale(s) | Norvège | Norvège | Total | Total |
| Saison                | Club                   | Division              | M.          | B.          | M.                    | B.                    | Comp.                          | M.                             | B.                             | M.      | B.      | M.    | B.    |
| 2011                  | Rosenborg BK           | Tippeligaen           | 6           | 1           | 1                     | 0                     | C1+C3                          | 2+0                            | 0+0                            | -       | -       | 9     | 1     |
| 2012                  | Rosenborg BK           | Tippeligaen           | 8           | 1           | 2                     | 0                     | C3                             | 2                              | 0                              | -       | -       | 12    | 1     |
| 2012                  | Ranheim Fotball (prêt) | Adeccoligaen          | 10          | 0           | 0                     | 0                     | -                              | -                              | -                              | -       | -       | 10    | 0     |
| 2013                  | Rosenborg BK           | Tippeligaen           | 5           | 0           | 1                     | 1                     | -                              | -                              | -                              | -       | -       | 6     | 1     |
| 2014                  | Sandnes Ulf (prêt)     | Tippeligaen           | 28          | 5           | 0                     | 0                     | -                              | -                              | -                              | -       | -       | 28    | 5     |
| 2015                  | Rosenborg BK           | Tippeligaen           | 29          | 4           | 5                     | 0                     | C3                             | 13                             | 1                              | -       | -       | 47    | 5     |
| 2016                  | Rosenborg BK           | Tippeligaen           | 25          | 4           | 3                     | 1                     | C1+C3                          | 4+2                            | 0+0                            | 1       | 0       | 35    | 5     |
| Total sur la carrière | Total sur la carrière  | Total sur la carrière | 111         | 15          | 12                    | 2                     | -                              | 23                             | 1                              | 1       | 0       | 147   | 18    |

## Palmarès
Rosenborg BK
- Championnat de Norvège (3) :
  - Champion : 2015, 2016 et 2017.
- Coupe de Norvège (2) :
  - Vainqueur : 2015 et 2016.

 Galatasaray SK
- Championnat de Turquie (1) :
  - Champion : 2022-2023